# Godnasee
Der Godnasee ist ein 18 Hektar umfassender Natursee in Kehrigk, einem Ortsteil der Kleinstadt Storkow im Brandenburger Landkreis Oder-Spree. Er liegt nördlich von Alt-Schadow am Südrand des Naturparks Dahme-Heideseen und grenzt an das Biosphärenreservat Spreewald. Als Godnasee wird zudem ein Wassergraben bezeichnet, der das südlich des Sees anschließende Josinsky-Luch in die Krumme Spree entwässert.
Das geschichtete, eutrophe Stillgewässer hat eine maximale Tiefe von 6,5 Metern. In den 2000er Jahren war der See eines von sieben Binnengewässern im Norddeutschen Tiefland, die im Einzugsbereich der Havel im Rahmen der EU-Verordnung zur Wiederauffüllung des Bestandes des Europäischen Aals versuchsweise mit Aalen besetzt wurden, um wissenschaftliche Grundlagen für die Quantifizierung von Sterblichkeiten und die Modellierung der Populationsdynamik des Europäischen Aals zu erarbeiten. Der See ist vollständig von Wald umgeben und als FKK-Badesee ausgewiesen.

## Geographie und Geologie

### Lage und Verkehrsanbindung
Der Godnasee liegt auf der äußersten südöstlichen Gemarkung des Storkower Ortsteils Kehrigk. Sein südwestliches, südliches und südöstliches Ufer bildet die Kreisgrenze zwischen den Landkreisen Oder-Spree und Dahme-Spreewald sowie zwischen den Gemarkungen Kehrigks und Alt-Schadows, einem von der Spree durchflossenen Ortsteil der Gemeinde Märkische Heide im Landkreis Dahme-Spreewald. Die Grenzlinie markiert zudem die Scheide zwischen dem Naturpark und Landschaftsschutzgebiet Dahme-Heideseen im Norden und dem Biosphärenreservat Spreewald im Süden. Das Dorf Kehrigk befindet sich rund 3,9 Kilometer nordwestlich. Deutlich dichter am See liegt mit rund 1,5 Kilometern der Dorfkern Alt-Schadows im Südwesten. Die Entfernung zum Kern der nördlich gelegenen Stadt Storkow beträgt rund 13 Kilometer, der östlich gelegenen Stadt Beeskow rund 20 Kilometer, der südlich gelegenen Stadt Lübben rund 22,5 Kilometer und zur südöstlichen Berliner Stadtgrenze rund 37,5 Kilometer (alle Angaben beziehen sich auf die Luftlinie). Parallel zum Westufer führt in einer Distanz von 300 Metern die Landesstraße 42 vorbei, die Alt-Schadow mit Limsdorf verbindet und von der nach Westen die Landesstraße 74 nach Kehrigk abzweigt. Der Godnasee ist nur auf Waldwegen zu erreichen.

### Glaziale Rinne und Naturraum

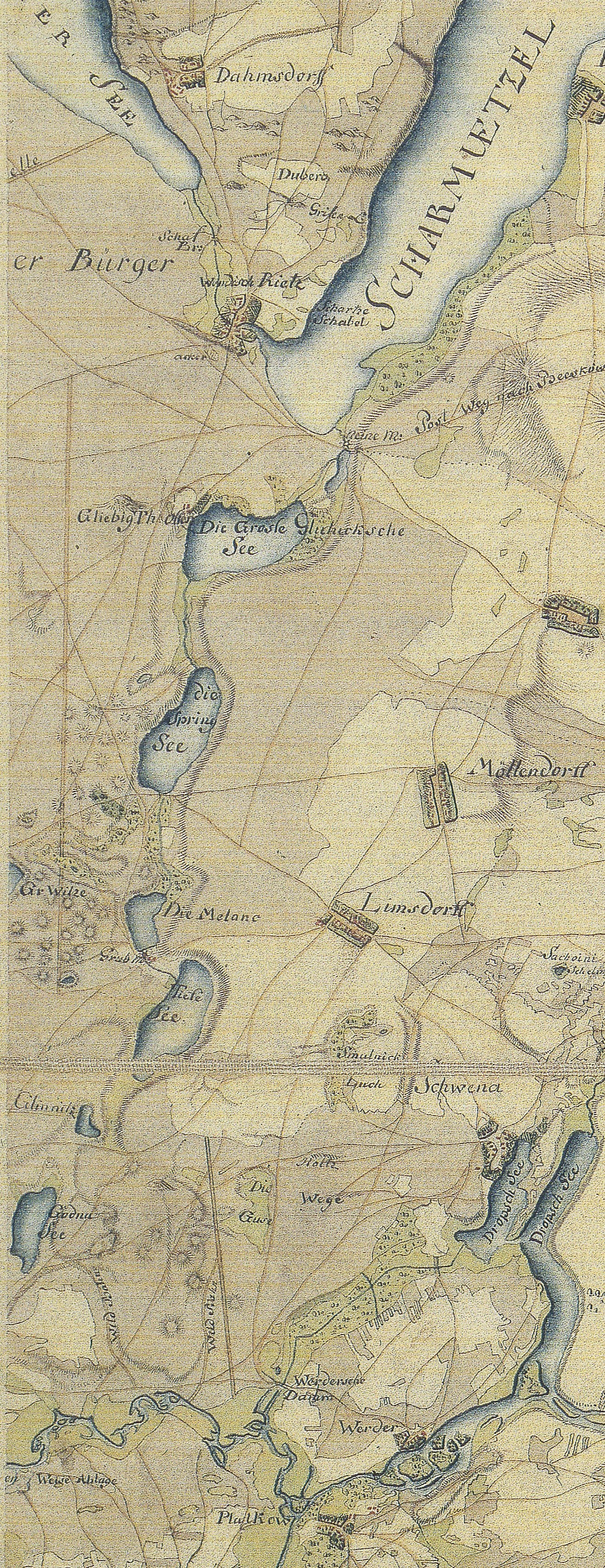
Mittel- und Südteil der Scharmützelsee-Glubigseen-Rinne im Schmettauschen Kartenwerk von 1767/87 mit noch erkennbarer Rinnenstruktur und dem inzwischen verlandeten See Glinnitz zwischen dem Tiefen See (Grubensee) und Godnasee

Der Godnasee ist Teil der Scharmützelsee-Glubigseen-Rinne, die die Beeskower Platte nach Westen begrenzt. Die glaziale Rinne besteht von Nord nach Süd aus folgenden topographischen Objekten: Petersdorfer See, Wierichwiesen (Niedermoorwiesen), Scharmützelsee, Kleiner Glubigsee, Großer Glubigsee, Glubig-Melang-Fließ (teils auch als Grubenmühlenfließ bezeichnet), Springsee, Glubig-Melang-Fließ, Melangsee, Grubensee (auch: Tiefer See), Godnasee und Josinsky-Luch. Flossen die Schmelzwasser der Rinne ursprünglich nach Süden Richtung Baruther Urstromtal/Spreewald, so hat sich die Fließrichtung ab Grubensee nacheiszeitlich nach Norden zum Berliner Urstromtal umgekehrt. Der nebenstehende Ausschnitt aus dem Schmettauschen Kartenwerk von 1767/87 zeigt zwischen dem Godnasee und dem Tiefen See/Grubensee noch den Glinnitz-See. Das 1729 als Glinnitz (aus niedersorbisch glina, „Lehm, Erde, Ton“) erstmals schriftlich erwähnte Gewässer wurde 1773 als Glinitz-Luch verzeichnet, ist inzwischen verlandet und auf heutigen Landkarten nur mehr als sumpfige, namenlose Fläche eingezeichnet.
Das südlich anschließende Josinsky-Luch ist als FFH-Gebiet im kohärenten ökologischen, europaweiten Netz Natura 2000 sowie als Naturschutzgebiet innerhalb des Biosphärenreservats Spreewald ausgewiesen. Der FFH-Steckbrief des Bundesamtes für Naturschutz charakterisiert das 172 Hektar umfassende Luch-Gebiet wie folgt: „Niedermoorgebiet mit Feuchtwiesen, Großseggenrieden, Frischwiesen und -weiden.“ Das Luch entwässert über einen Graben, der kurz hinter dem Südufer des Godnasees beginnt und heute keine Verbindung mehr zum See hat, in die Krumme Spree in Alt-Schadow. Die östlich angrenzende Beeskower Platte wird als Nr. 824 in den Naturräumlichen Haupteinheiten Deutschlands in der Haupteinheitengruppe Nr. 82 Ostbrandenburgisches Heide- und Seengebiet geführt. Bei dem flachwelligen Plateau handelt es sich überwiegend um eine saaleeiszeitliche Grundmoräne, deren heutige Oberflächengestalt sich durch die erneute Vergletscherung in der letzten Eiszeit herausgebildet hat.  Über der 43,4 m ü. NHN gelegenen Wasserfläche des Godnasees steigt die Hochfläche auf kurzer Distanz auf rund 60 Meter an und erreicht rund 800 Meter östlich mit den Blocksbergen 110 Meter. Westlich des Sees geht das Gelände in die Naturräumliche Haupteinheit Nr. 822 Dahme-Seengebiet über.

## Hydrologie und Limnologie

### Morphometrie und Trophie
Der von Norden nach Süden beziehungsweise leicht Südwesten gerichtete und wenig strukturierte See hat eine Länge von rund 720 und eine Breite von rund 250 Metern. Sein Umfang beträgt 1,985 Kilometer, die Fläche 18,55 Hektar. Die maximale Tiefe des geschichteten Sees liegt bei 6,5 Metern, die mittlere Tiefe bei 5,5 Metern. Die Sichttiefe wird für den Monat Mai mit 1,6 Metern angegeben. Der Gesamtphosphorgehalt (TP) betrug in den 1990er Jahren 44 µg/l. Die Trophie des Gewässers wird als eutroph1/eutroph2 klassifiziert. Analysen von Proben, die dem See zwischen 1994 und 2002 entnommen wurden, ergaben nach dem Diatomeenindex aus den Trophie-Indizes DI-PROF, DI-BENT und DI-LIT einen Mittelwert/Trophiegrad von 2,367.

### Abfluss, Godnasee (Graben)
Der Godnasee besitzt keine oberirdischen Zuflüsse, sondern speist sich aus dem Grundwasser. Das Gewässer wird als abflusslos bezeichnet. Zwar besteht zum einige Meter hinter dem Südufer beginnenden Graben, der das Josinsky-Luch zur Krummen Spree entwässert, keine sichtbare Verbindung, allerdings beschriftet die Landesvermessung und Geobasisinformation Brandenburg diesen Graben in ihrer Kartendarstellung als Godnasee[graben ?] (Stand 2015). Auch das Lundesumweltamt Brandenburg führt den Graben im Fließgewässerverzeichnis unter der Bezeichnung Godnasee (Gewässerkennzahl 58271352; Länge 2,24 Kilometer). Diese Benennung könnte darauf hindeuten, dass Wasser des Godnasees in das unmittelbar angrenzende Luch und in den Graben gelangen. Im Seenverzeichnis ordnet das Landesumweltamt den Godnasee der Krummen Spree zu.

## Flora und Fauna

### Pflanzen

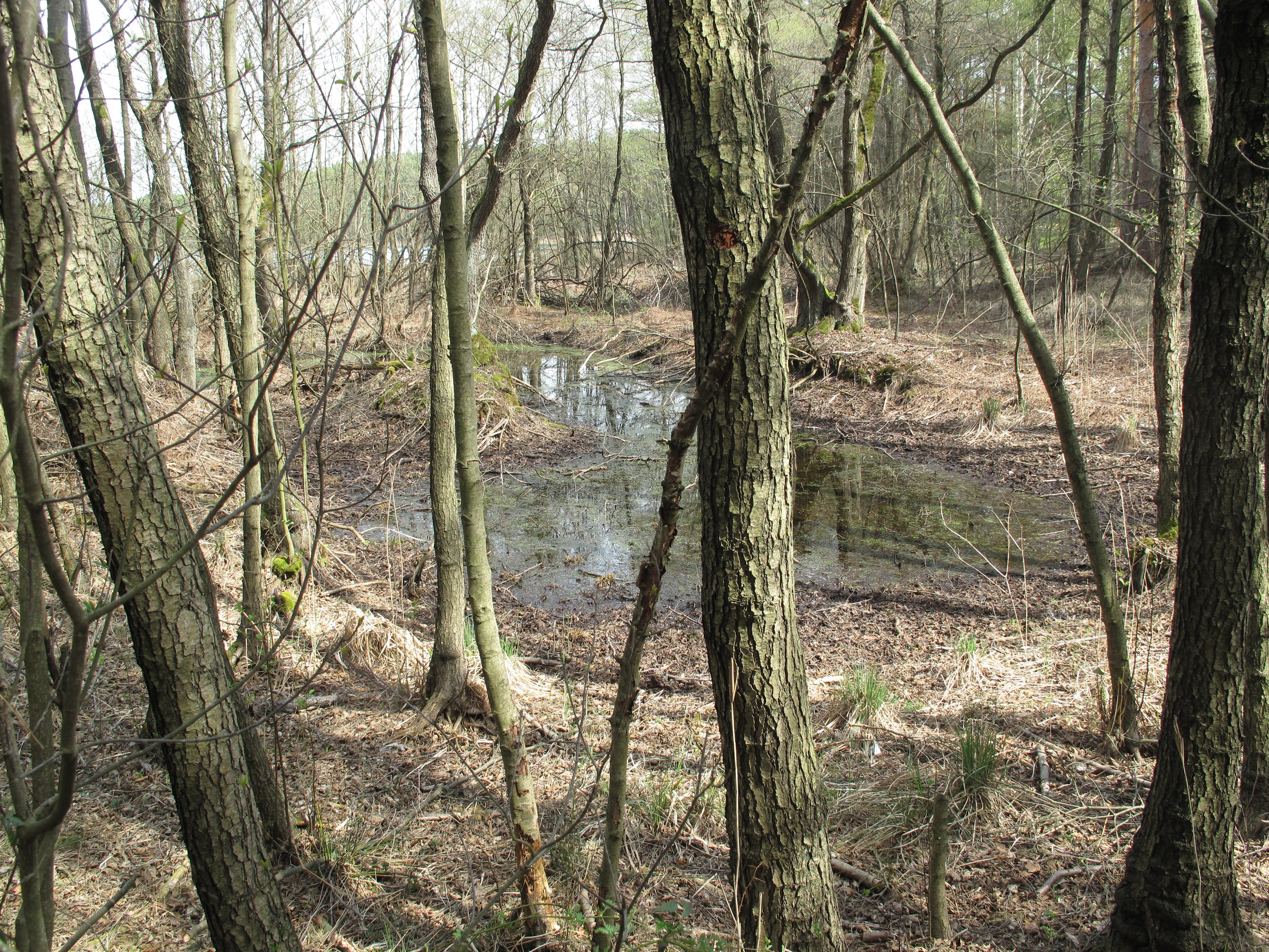
Bruchwald am Südufer

Der Godnasee ist vom Kehrigker Wald, Alt-Schadower Wald und der Limsdorfer Heide umgeben. Die nacheiszeitlichen Heiden waren bis um das Jahr 1200 von Mischwäldern aus Eichen, Buchen und Kiefern geprägt. Nach den mittelalterlichen Brandrodungen, Übernutzungen und Kahlschlägen wurden die Wälder ab Mitte des 18. Jahrhunderts gezielt aufgeforstet und weitgehend mit Kiefern besetzt, die auf den trockenen, lehmig-sandigen Böden vergleichsweise schnell wachsen. In die noch heute von Kiefern dominierten Wälder sind Eichen und Buchen nur mehr vereinzelt eingestreut. Über dem nordöstlichen Ufer findet sich ein ausgeprägter Birken-Hain. Im versumpften Bereich am Südufer herrschen die Gemeinschaften des Bruchwalds vor. Die Ufer sind weitgehend von einem Röhrichtgürtel gesäumt.

### Tiere

#### Angelgewässer und Fische
Der Godnasee ist ein Angelgewässer und wird von der Berufsfischerei genutzt. Betreiber und Aussteller der Angelkarten ist die Spreewaldfischerei Richter in Alt-Schadow. Das Bootsangeln ist nicht erlaubt. Hauptfischarten sind neben den Aalen (siehe nächster Abschnitt) Barsche und Karpfen wie Schleie und verschiedene weitere Weißfischarten. An der Spitze der Nahrungskette ist der Hecht vertreten. Der aggressive Raubfisch frisst Fische aller Art und scheut auch nicht vor seinen eigenen Artgenossen zurück. Frösche, Vögel und kleine Säugetiere gehören ebenfalls zu seinem Beutespektrum.

#### Projektsee Aalbesatz

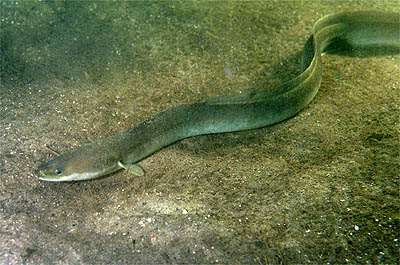
Europäischer Aal (Anguilla anguilla)

Im Jahr 2007 verabschiedete das Europäische Parlament eine Verordnung des Rates mit Maßnahmen zur Wiederauffüllung des Bestandes des Europäischen Aals. Die Verordnung verpflichtete die Mitgliedsländer, wirksame Maßnahmen zur Gewährleistung einer ausreichenden Blankaalabwanderung zu ergreifen. Zur Umsetzung wurde in Deutschland ein Forschungsvorhaben durchgeführt mit dem Ziel, wissenschaftliche „Grundlagen für die Quantifizierung von Sterblichkeiten und die Modellierung der Populationsdynamik des Europäischen Aals in Binnengewässern Norddeutschlands am Beispiel der Havel“ zu erarbeiten. Dazu wurden sieben abflusslose Projektseen ausgewählt, die mit Farmaalen, also in der Aquakultur gezogenen Aalen, besetzt wurden, darunter der Godnasee. Finanziert wurde das Projekt unter anderem mit Mitteln des FIAF, einem Instrument der Gemeinsamen Fischereipolitik und der Strukturpolitik der EU, und von 2009 bis 2011 der Bundesanstalt für Landwirtschaft und Ernährung.
Der Besatz erfolgte mit Glasaalen (dem Jungfisch) und vorgestreckten Aalen. Im Godnasee lag die Überlebensrate der Glasaale im Jahr 2010 mit 16 % und der vorgestreckten Aale mit 11 % im mittleren Bereich der Vergleichsseen. Dabei wurden im Godnasee und Bohnenländer See  ungewöhnliche Häufungen von Parasitierungen mit Bandwürmern (Proteosephalus spec.) beobachtet. Der Projektabschlussbericht aus dem Jahr 2012 kam zu dem Ergebnis, dass der Aalbesatz in den norddeutschen Gewässern kurz- bis mittelfristig ein unverzichtbares Instrument zur Erhaltung der Aalbestände bleibt.

#### Rotbauchunke, Landgeschenk an den NABU
In einem ehemaligen Torfstich am Ufer des Sees wurden um das Jahr 2000 Rotbauchunken (Bombina bombina) entdeckt. Für die nach dem Bundesnaturschutzgesetz (BNatSchG) „streng geschützte“ Art sind nach Anhang II der FFH-Richtlinie „eigens Schutzgebiete auszuweisen“. Nachdem sie von der Schutzbedürftigkeit der Froschlurche erfahren hatten, schenkten der Bauer und seine Schwester, denen der Teich gehörte, ein zwei Hektar umfassendes Areal mit dem Gewässer dem Regionalverband Lübben des Naturschutzbundes Deutschland (NABU). „Wir wollten diese Idylle und den Lebensraum der Unke bewahren helfen.“ Zum Dank stellte der NABU am Gelände einen Findling mit der mehrzeiligen Inschrift auf: „2 ha an den NABU gespendet. Geschwister Will 2002.“

## Freizeitnutzung, FKK-Badesee und 66-Seen-Wanderweg

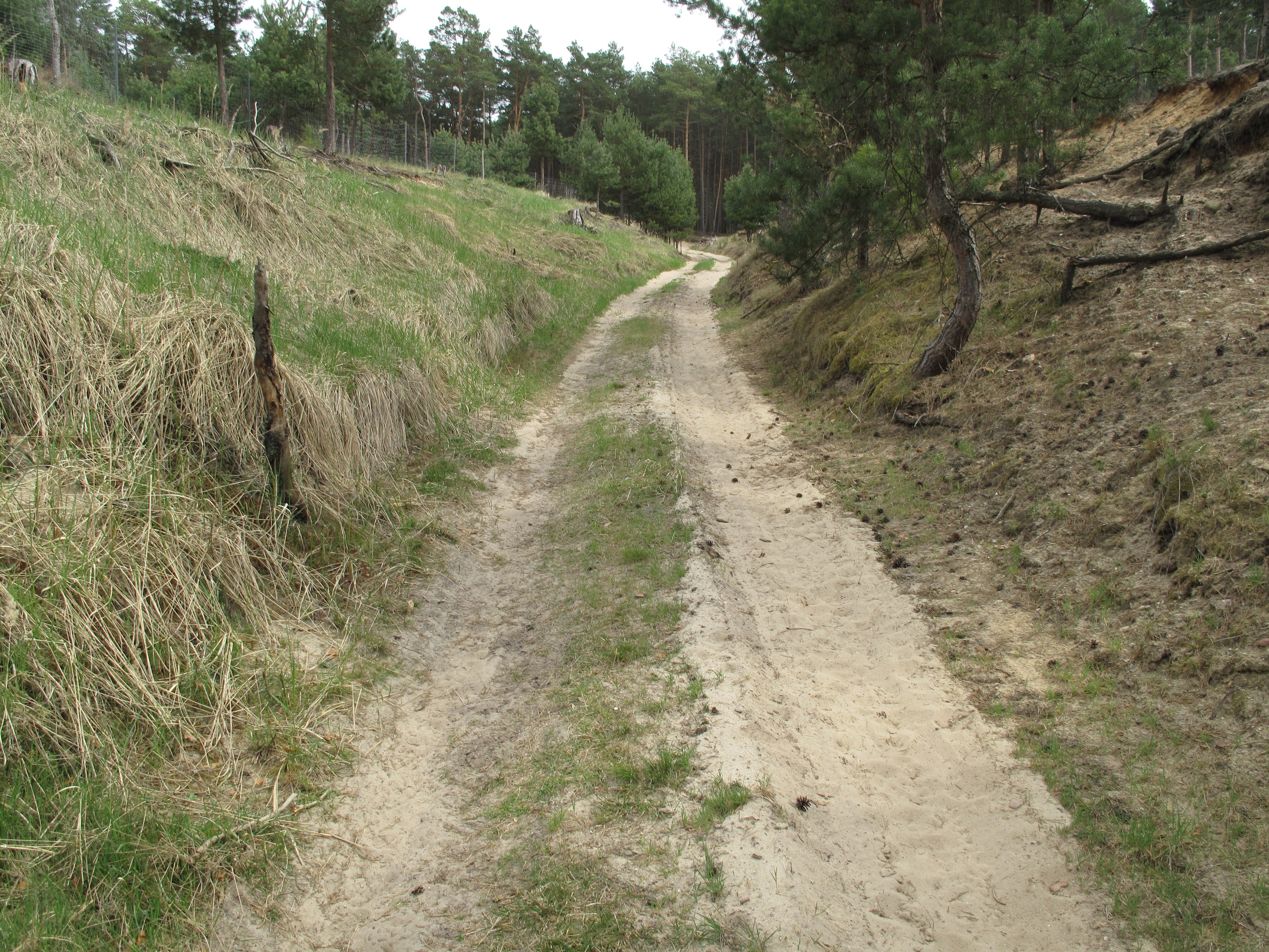
Wanderweg im Hügelgebiet über dem Ostufer

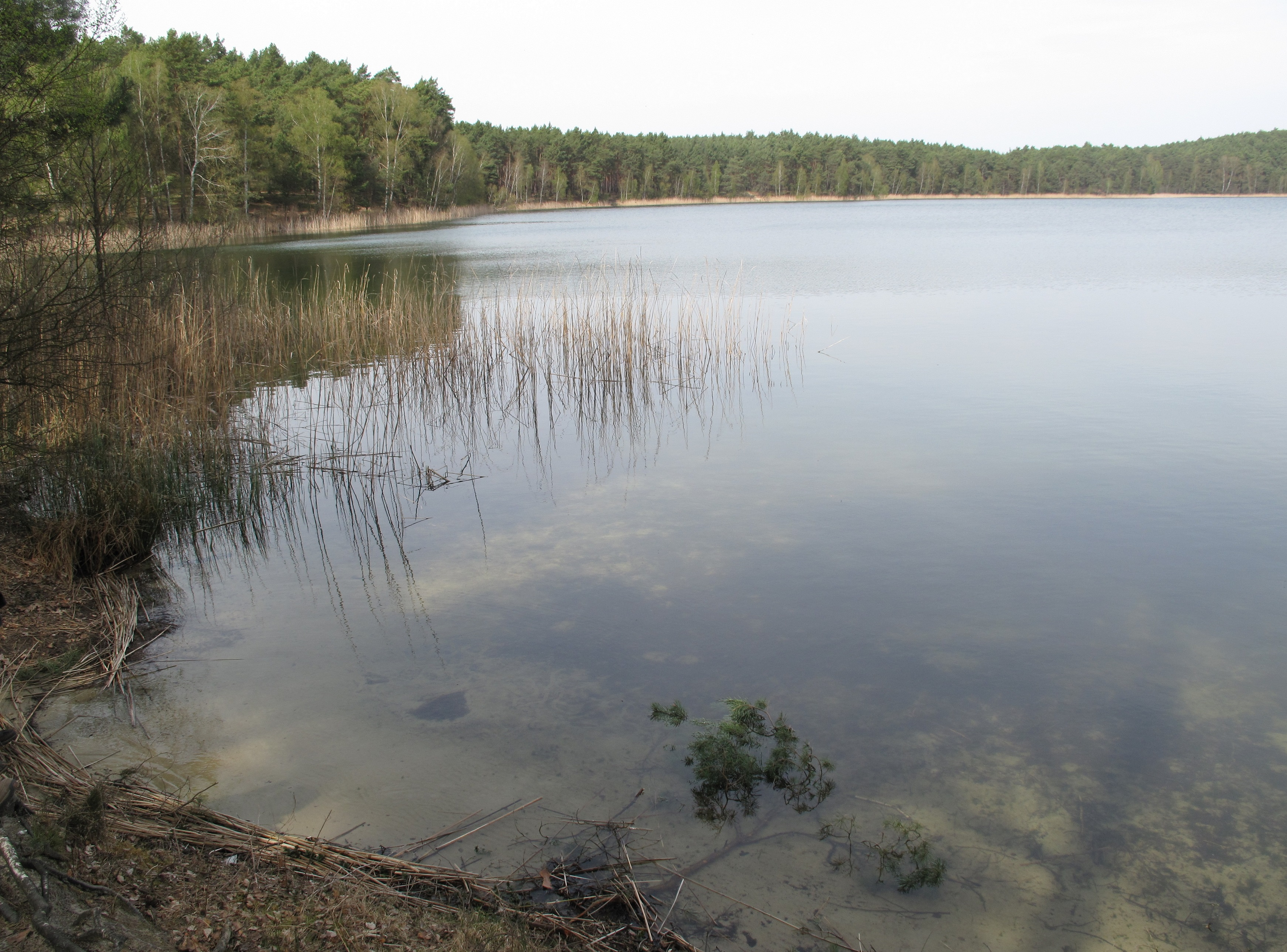
Blick über den See vom Südufer nach Norden

Der Godnasee ist als Badesee für die Freikörperkultur ausgewiesen. Am Südufer gibt es eine größere, beschattete Sandliegefläche und rund um den See weitere kleine, teils zugewachsene Liegeplätze. Sanitäre und Versorgungs-Einrichtungen bestehen nicht. Unter FKK-Freunden gilt der See als Geheimtipp. Hervorgehoben wird neben der guten Wasserqualität und der idyllischen Umgebung, dass der See auf einem Pfad hüllenlos umrundet werden könne und dass das Publikum fast ausschließlich aus FKK-Anhängern bestehe.
Auf einem breiten Weg führt die Etappe 12 von Wendisch Rietz nach Leibsch des 66-Seen-Wanderwegs rund um Berlin am See vorbei. Der mit einem blauen Kreis auf einem weißen Quadrat markierte Weg kommt vom nördlich gelegenen Grubensee/Tiefen See, verläuft ein Stück weit parallel zum Westufer des Godnasees und knickt auf etwa mittlerer Uferlänge nach Westen Richtung Forsthaus Tschinka am Neuendorfer See ab. Ein weiterer Wanderweg zieht sich durch das Hügelgebiet über dem Ostufer.

## Ersterwähnungen und Etymologie
Die erste bekannte schriftliche Erwähnung des Gewässers stammt aus dem Jahr 1514 als Gloden See im Erbregister der Herrschaft Beeskow. Unter der Zusammenstellung zum Dorf Schaadow (heute Alt-Schadow), dem der See zu dieser Zeit zugeordnet war, heißt es:

„Matz Richter, ist ein lehn guth, […] hat freye fischerey mit Puferten undt Reusen auf den Gloden See. Item hat auch ein frey wehr doselbst. Jedoch in der leichzeit mußz er nicht stellen noch fahren […].“

Im Jahr 1772 ist der See als Gloden-See und ein Jahr später unter dem heutigen Namen als Die Godna See dokumentiert. Seitdem blieb es bei diesem Namen, entweder in der Schreibweise Godna See, Godna-See oder Godnasee. Den Namen führen die Onomastiker in den Brandenburger Namenbüchern auf die altsorbische Grundform *Glod'n- zu *glod = Hunger, *glod'n = hungrig (niedersorbisch: głodny = hungrig) zurück. Als Motiv für die Namengebung vermuten die Forscher Fischarmut; der slawische Name entspreche dem deutschen Hungersee.